# Диллон (Южная Каролина)
Диллон (англ. Dillon) — крупнейший город и административный центр одноимённого округа в штате Южная Каролина в Соединённых Штатах Америки.
Согласно результатам переписи населения США, проведённой в 2020 году, число жителей города составляло 6384 человека, что, для такого небольшого населённого пункта, существенно меньше (− 6,0%), чем было во время предыдущей переписи прошедшей в 2010 году (6788 человек).

## История
В 1890 году население Диллона составляло 82 человека. Округ был основан в 1910 году из территории ранее относящейся к округу Мэрион. 

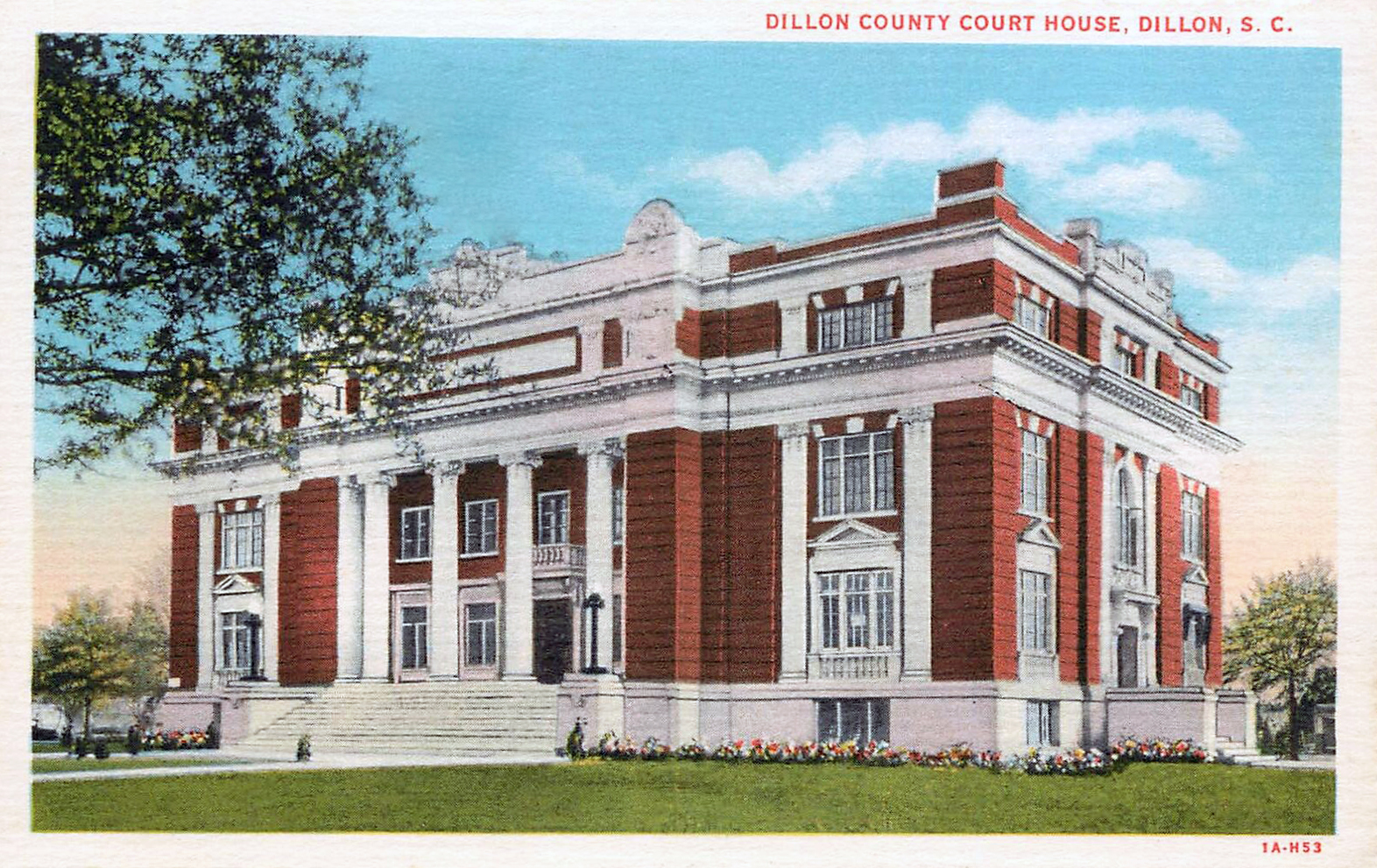
Здание суда округа Диллон в городе Диллон на почтовой открытке 1931 года

И округ и город были названы в честь преуспевающего местного жителя Джеймса У. Диллона (англ. James W. Dillon; 1826–1913), ирландца, который поселился здесь и возглавил кампанию за создание железнодорожного сообщения в округе. Результатом этих усилий стало строительство железной дороги Wilson Short Cut Railroad, которая позже стала частью Atlantic Coast Line Railroad и способствовала росту благосостояния региона, напрямую связав округ Диллон с национальной сетью железных дорог США. 
На протяжении многих десятилетий жители округа Диллон занимались фермерством, выращивая хлопок и табак. Лесозаготовка и по сей день остается основной отраслью промышленности округа. 

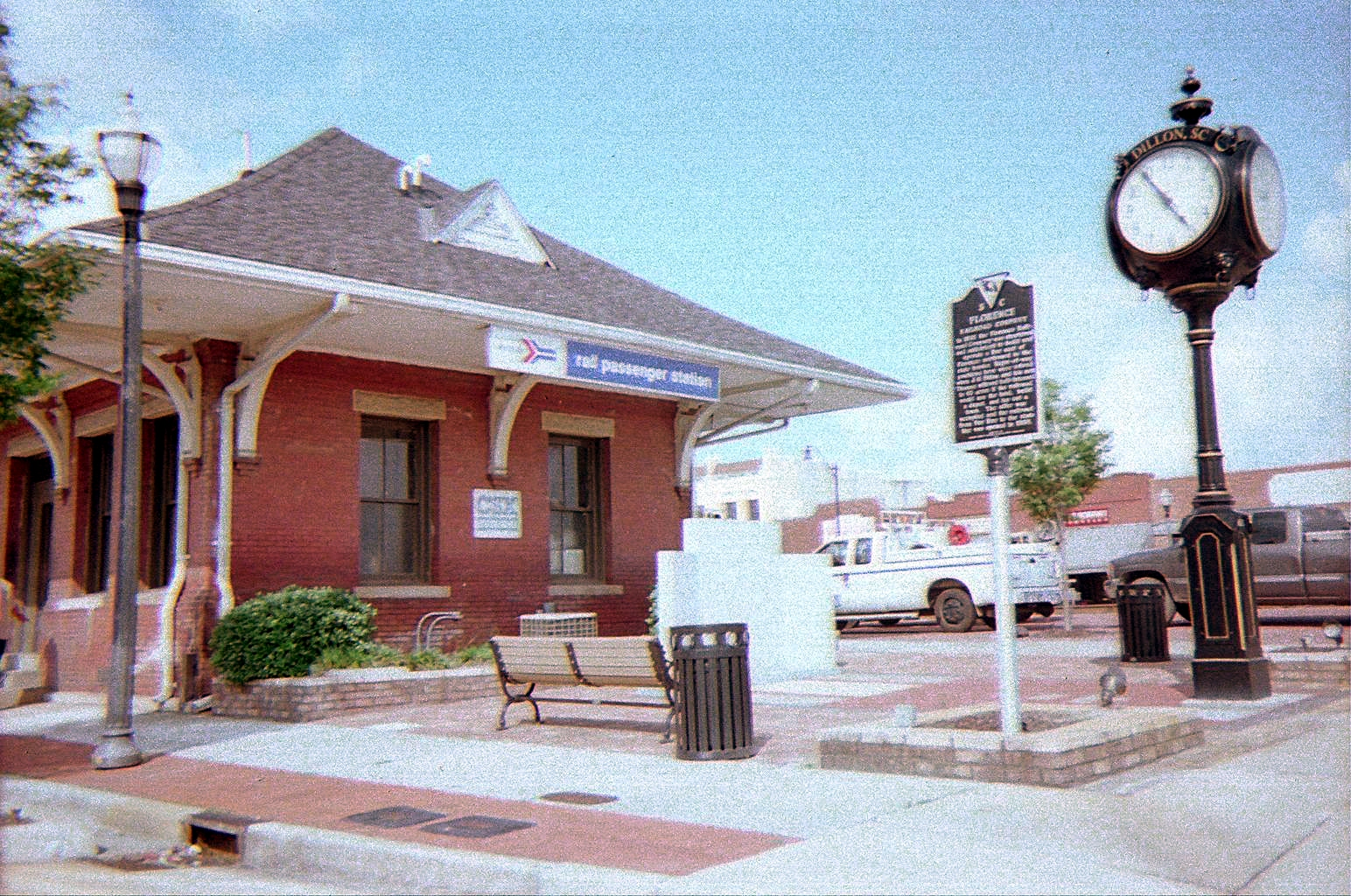
Диллон (станция)

Диллон когда-то был известен как «Свадебная столица Востока», потому что в Южной Каролине, намного дольше, чем в других штатах, разрешалось вступать в брак лицам с 14 лет и не было никаких других ограничительных требований. Многие пары, которые поженились там, отправлялись в свадебное путешествие к югу от границы.
За последние двадцать лет в округе Диллон наблюдается рост числа производственных и распределительных центров, отчасти благодаря межштатной автомагистрали I-95, которая проходит через округ с севера на юг.
Своего пикового значения численность населения города достигла в 1980 году; перепись показала, что в городе проживает 7060 человек. До этого времени, на протяжении всей истории города, число горожан постоянно росло, но 1980-й стал переломным и с той поры численность населения меняется по графику близкому по форме к синусоиде.

## География

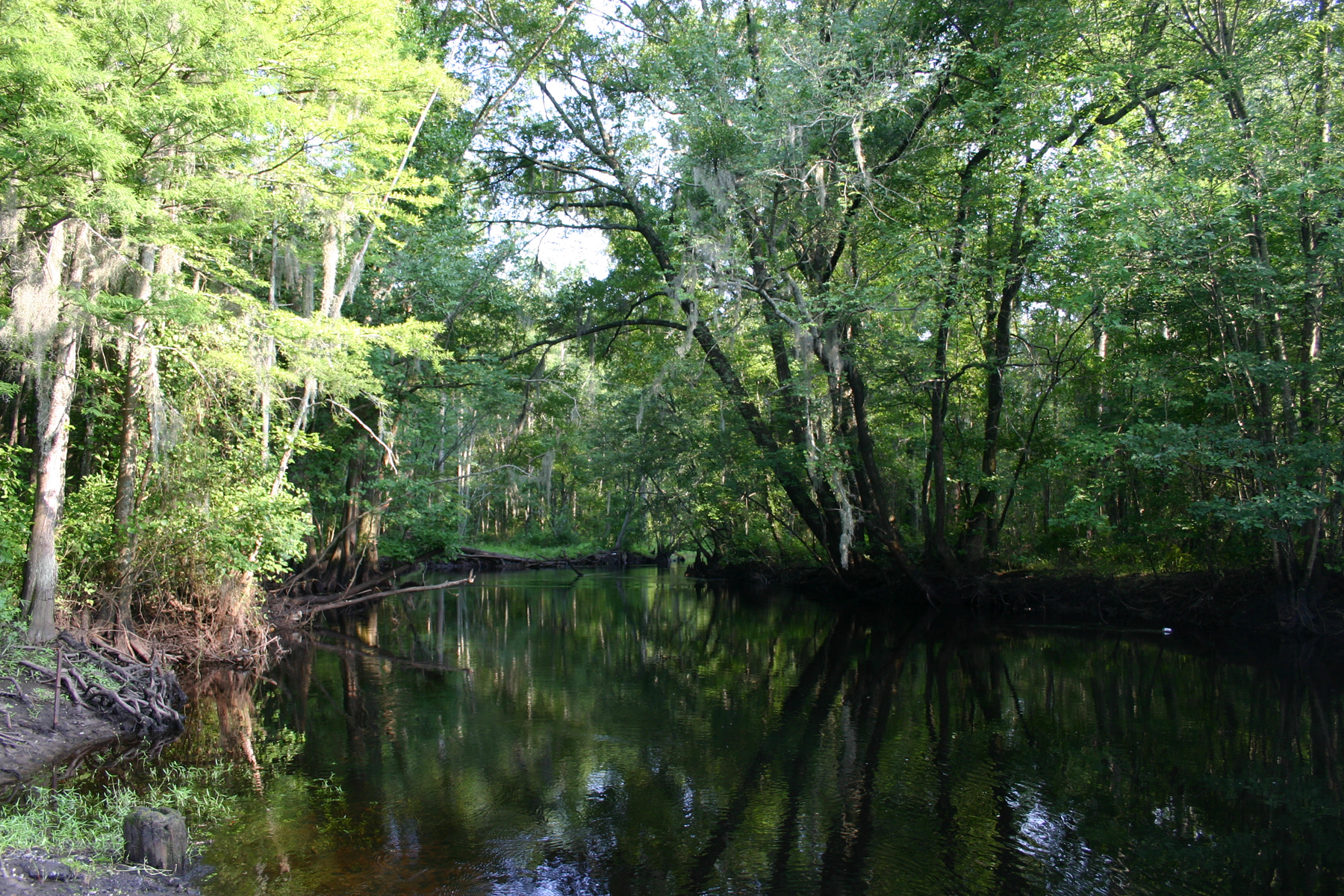
Река Литл-Пи-Ди

Город Диллон расположен недалеко от географического центра округа Диллон в регионе Пи-Ди на северо-востоке Южной Каролины. Река Литл-Пи-Ди, приток реки Пи-Ди, течёт в южном направлении в 2 милях (3 км) к востоку от центра Диллона.
В соответствии с данными указанными на сайте центрального статистического органа страны — Бюро переписи населения США, общая площадь города Диллона составляет 5,3 квадратных мили (13,6 км²), из которых 0,01 квадратных мили (0,03 км² или 0,21%) приходится на водную поверхность.